# الأدب في بدايات إسكتلندا الحديثة

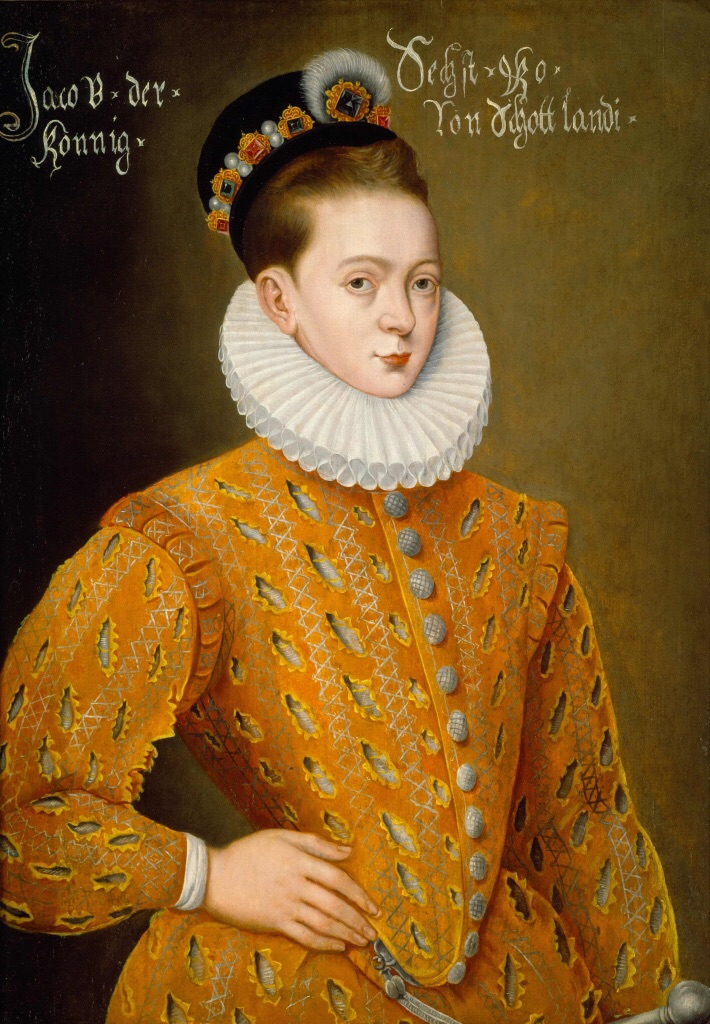

الأدب في بدايات اسكتلندا الحديثة هو الأدب المكتوب باللغة الاسكتلندية أو من قِبل الكُتّاب الاسكتلنديين في عصر النهضة في أوائل القرن السادس عشر وبدايات عصر التنوير والثورة الصناعية في منتصف القرن الثامن عشر. في بداية هذا العهد، كانت اللغة الغيلية الاسكتلندية في حالة تدهور لمدة ثلاثة قرون وأصبحت لغة من الدرجة الثانية، لكن نجا من ذلك الشعر الغيلي الكلاسيكي. أصبحت اللغة الإسكتلندية الوسطى هي لغة النبلاء والشعب. سهّل إنشاء مطبعة في عام 1507 من نشر الأدب الإسكتلندي وتعزيز الهوية الوطنية الإسكتلندية.
أنشأ ملك اسكتلندا جيمس الرابع محكمة النهضة التي ضمت مؤيدي الشعراء، وغافن دوغلاس، الذي كان كتابه (إينيادوس – 1513) أول ترجمة كاملة لنص كلاسيكي ضخم في اللغة الإنجليزية القديمة. كان ملك اسكتلندا جيمس الخامس أيضًا مناصرًا كبيرًا للشعراء. وأسس جورج بوشانان الشعر اللاتيني التقليدي الجديد.
في عهد ماري ملكة اسكتلندا، وابنها جيمس السادس، كانت التوجهات الثقافية محدودة بسبب الاضطرابات السياسية وعدم وجود محكمة مَلكية. لم تُشجِّع الكنيسة الاسكتلندية الوطنية الشعر لأسبابٍ دينية، لكن بقي الشعر العلماني بعيدًا عن ذلك. دعم جيمس السادس الأدب في اسكتلندا في عاميّ 1580 و1590، وأصبح أيضًا راعيًا وعضوًا في دائرة شعراء وموسيقيي البلاط الاسكتلنديين. وُجدت مسرحيات اسكتلندية مُستقلّة، لكن نظام الشركات المُحترفة للممثلين والمسارح التي تطورت في إنجلترا في تلك الفترة كان غائبًا في اسكتلندا. سبب انضمام جيمس السادس إلى العرش الإنجليزي في عام 1603 خسارة المحكمة موقعها كمركز للرعاية وفضَّل وقتها لغة جنوب إنجلترا.
رافق عدد من الشعراء الاسكتلنديين الملك إلى لندن، وبدأوا هناك بتعلم لغتهم المكتوبة. ثم بدأ يظهر تقليد جديد من الشعر الغيلي العاميّ، بالتزامن مع تراجع الشعر الغيلي الكلاسيكي، وكانت النساء ضليعةً به. وصل تقليد الشعر اللاتيني الجديد إلى أوجه من خلال نشر مختارات أدبيّة «ترف الشعراء الاسكتلنديين» عام 1637. تميزت هذه الفترة بظهور أعمال أول شاعرة اسكتلندية أنثى، مثل إليزابيث ميلفيل، التي كان كتابها «حلم آن غودلي» عام 1603، أول كتاب يُنشر من قِبل امرأة في اسكتلندا. كانت هذه هي الفترة التي ظهرت فيها القصة بشكلها المكتوب في اسكتلندا.
شُجّع استخدام اللغة الإسكتلندية بعد الاتحاد في عام 1707، من قبل الكثيرين في السلطة والتعليم. قاد آلان رامزي تيار «إحياء اللهجة العاميّة» الذي وضع أسسًا لاستعادة الاهتمام بالأدب الإسكتلندي القديم، وقاد أيضًا تيّار الأدب الرَّعَويّ (الريفيّ) من خلال الأوبرا التي ألفها وكانت من أكثر الأعمال تأثيرًا في ذلك العصر. وكان رامزي جزءًا من مجتمع الشعراء العاملين باللغتين الاسكتلندية والانجليزيّة. توبياس سموليت، هو شاعر وكاتب وهاجٍ ومؤلّف مسرحيات، اشتُهرَ برواياته البيكارسكيّة أو الصعلوكيّة، ويُعتبر أول روائي اسكتلندي. كانت بداية القرن الثامن بالنسبة للشعر الغيلي فترة إبداعية؛ فجمع ما بين الأشكال التقليدية والتأثيرات من المنطقة الجنوبية الشرقية في اسكتلندا. تابع المسرحيون الاسكتلنديون في لندن الدراما. ووُجدت الدراما في اسكتلندا عن طريق الممثلين المسرحيين الإنجليزيين الزائرين. لعب رامزي دورًا أساسيًا في إنشاء مسرح صغير في إدنبرة، لكنه أغلق بعد وقت قصير من تأسيسه بسبب إصدار قانون الترخيص في عام 1737. ثم افتُتح مسرح جديد في كانونغيت عام 1747، وعمل بدون ترخيص في الستينيات.

## القرن السادس عشر

### الخلفية
بقيت تقاليد الشعر الغيلي الكلاسيكي في اسكتلندا أطول من نظيرتها في أيرلندا. ومع ذلك، تراجع الاهتمام بتأييد الشعر الغيلي بين زعماء القبائل. اشتق الاسكتلنديين بشكل كبير من اللغة الإنجليزية القديمة، بالإضافة إلى التأثيرات الغيلية والفرنسية لتطوير لغتهم. وكان يُطلق عليها عادةً «Inglyshe» وكانت قريبةً جدًا من اللغة المُتحدث بها في شمال إنجلترا، ولكن بحلول القرن السادس عشر، وُضعت القواعد الكتابية بشكل مستقلٍ إلى حد كبير عن تلك التي تطورت في إنجلترا. تأثرت اللغة الاسكتلندية المكتوبة منذ منتصف القرن السادس عشر، بشكل متزايد بتطورات اللغة الإنجليزية القياسية في جنوب إنجلترا بسبب العلاقات الملكية والسياسية مع إنجلترا. أصبحت فيما بعد معظم الكتابة في اسكتلندا تُكتب بالطريقة الإنجليزية نتيجةً للتأثيرات المتزايدة وتوافر الكتب المطبوعة في إنجلترا. ساهم تأسيس مطبعة تحت الرعاية الملكية عام 1507 بتسهيل نشر الأدب الإسكتلندي وتعزيز الهوية الوطنية الإسكتلندية.
أُنشئت أول مطبعة اسكتلندية في ساوثغيت في إدنبرة من قبل التاجر والتر تشيبمان (1473 - 1528) وبائع الكتب أندرو ميلار (1505 - 1508). على الرغم من عدم الطباعة طويلًا، إلى جانب قوانين القانون والأعمال الدينية، أنتجت الطباعة أيضًا إصدارات من عمل الشعراء الاسكتلنديين قبل زوالها، حوالي عام 1510. وكانت الطبعة المسجلة التالية هي لتوماس ديفيدسون (1532-1542).

### الشعراء
روبرت هنريسون (1450 – 1505) من بين شعراء البلاط أو ما يُسمّون (الماكارز)، أعاد العمل من جديد على بعض المصادر الكلاسيكية من العصور الوسطى، مثل أعمال جيفري تشوسر وإيسوب. أنتج وليام دونبار (1460-1513) الهجاء والكلمات ورؤى الأحلام وأثبتت بأعماله أن استخدام اللغة العامية هي وسيلة مرنة لأي نوع من أنواع الشعر. وضع غافن دوغلاس (1475–1522)، الذي أصبح فيما بعد أسقُف قرية دونكيلد، الفلسفة الإنسانية والمصادر الكلاسيكية في شعره.
دعم جيمس الخامس (الذي حكم اسكتلندا في الفترة من 1513 إلى 1942) بصفته راعيًا للشعراء والمؤلفين، أشخاصًا مثل: ويليام ستيوارت وجون بيليندين، الذي ترجم كتاب «تاريخ اسكتلندا اللاتيني» لمؤلفه هيكتور بويس في عام 1527 إلى شعر ونثر. كان ديفيد ليندسي (1486-1555)، الدبلوماسي ورئيس محكمة ليون، شاعرًا وافر الإنتاج، إذ كتب الروايات الرثاء والرومانسية والهجاء.
أسهم العديد من الشعراء في الشعر اللاتيني التقليدي الجديد، منهم: جون مايتلاند (1537–1595) وأندرو ميلفيل (1545–1622) وجون جونستون (1570 - 1611) وديفيد هيوم (1558-1629).
احتقر جيمس السادس الثقافة الغيلية على عكس العديد من أسلافه. ومع ذلك، روّج بقوّة لأدب بلده ومسقط رأسه اسكتلندا في 1580 و1590. نشر في عام 1584 عندما كان عمره 18 عامًا بعض القواعد والتحذيرات الواجب مراعاتها وتجنبها ضمن كتابه «الادعاء الإسكتلندي»، وكان دليلًا شعريًا ووصفًا للتقليد الشعري بلغته الأم، إذ طبق عليه مبادئ عصر النهضة. أصبح راعيًا وعضوًا في دائرة من شعراء البلاط والموسيقيين، والتي ضمت: ويليام فولر (1612 - 1560)، وجون ستيوارت من بالدينيس (1545 - 1605)، وألكسندر مونتغمري (حوالي 1550-1988).
ترجم هؤلاء الشعراء النصوص الرئيسية لعصر النهضة وكتبوا القصائد على الطريقة الفرنسية، بما في ذلك السونتيه (الأغنية القصيرة)، بهدف السرد ووصف الطبيعة والهجاء والتأمل في الحب. من بين الشعراء الذين تبعوا في هذا السياق وليام ألكسندر (1567-1640)، وألكساندر كريج (1567-1627) وروبرت آيتون (1570-1627).
أنتج ليندسي عملًا في قصر لينليثجو للملك والملكة، يُعتقَد أنها نسخة من مسرحيته «ثري إستيتيس» في عام 1540، والتي هزت فساد الكنيسة والدولة، وهي المسرحية الكاملة الوحيدة الباقية من فترة ما قبل الإصلاح. كان له تأثير كبير على المسرح من خلال مسرحياته، والتي أثرت على بيير كورني وجان راسين، لكن تأثيره في اسكتلندا كان محدودًا بسبب اختياره للغة اللاتينية في كتاباته.